# Pakhuizen aan een Amsterdamse gracht op Uilenburg
Pakhuizen aan een Amsterdamse gracht op Uilenburg is een schilderij van de Nederlandse kunstschilder Willem Witsen uit 1911, olieverf op doek, 52 x 42 centimeter groot. Afgebeeld wordt een kalm stadsgezicht met pakhuizen. Het schilderij bevindt zich sinds 1922 in de collectie van het Rijksmuseum Amsterdam.

## Context
Witsen schilderde in zijn carrière een groot aantal sfeervolle stadsgezichten. Anders dan zijn tijdgenoten George Hendrik Breitner en Isaac Israëls verbeeldde hij niet zozeer het levendige moderne stadsleven, maar vooral een roerloze, tijdloze stad. Zijn vriend Jan Veth beschreef zijn winterse stadsgezichten ooit als "slapende Amsterdamse sneeuwgrachten". Hoewel Pakhuizen aan een Amsterdamse gracht op Uilenburg geen wintertafereel is, is de dromerige sfeer waarop Veth doelde ook in dit schilderij zeker herkenbaar.
Witsen, die zijn atelierwoning had aan het Amsterdamse Oosterpark, kocht in 1910 een bootje om de stad ook vanaf het water te kunnen schilderen. Omdat hem dat goed beviel schafte hij een jaar later een heuse dekschuit aan, de 'Augusta Maria', genoemd naar zijn tweede echtgenote Johanna Schorr. Vanaf zijn "atelierschuit" zette hij onder andere een aantal werken op met de pakhuizen van Uilenburg als thema, zowel schilderijen, aquarellen als etsen.

## Afbeelding

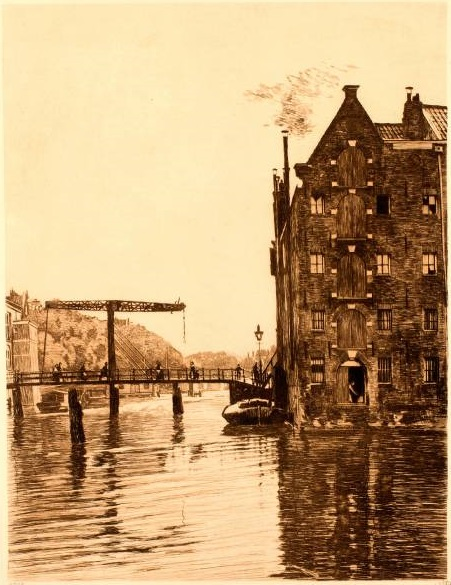
Uilenburg II, ets, 1911.

Het hier besproken olieverfschilderij toont de Uilenburgergracht met haar pakhuizen en de ijzeren ophaalbrug naar het Rapenburg. Een platte schuit ligt aangemeerd bij het pakhuis. Een paar mensen staan op de brug. Het water is kalm en weerspiegeld de lichte doch bewolkte lucht. Zijn ets Uilenburg II toont vrijwel eenzelfde tafereel, maar dan in spiegelbeeld. In zijn agenda tekende Witsen op 27 juni 1911 op: "Uilenburg geteekend brug Peperstraat voor ets".
De beide werken kenmerken zich door een merkwaardig laag, horizontaal standpunt, toe te schrijven aan het werken vanuit een boot op het water. Herkenbaar is de invloed van de door Witsen bewonderde James McNeill Whistler, met name in de melancholische sfeer en het streven naar esthetiek. Zowel het schilderij als de ets gelden algemeen als hoogtepunten in zijn latere oeuvre, na zijn terugkeer uit Londen in 1902, en van het Amsterdams impressionisme.